# Fart
 Ikke at forveksle med hastighed.
Fart er et udtryk for, hvor lang distance et objekt i bevægelse tilbagelægger pr. enhed tid. Den fysiske dimension for fart er længde (afstand, normalt betegnet med bogstavet s) divideret med tidsenhed (normalt betegnet med t), og følgelig bliver den afledte SI-enhed for fart (v) m/s (meter pr. sekund). Fart betegnes "speed" på engelsk.
{\displaystyle v={s \over t}}
Fart er en skalar og angives derfor altid som et tal, og dette tal fortæller alene hvor langt objektet flytter sig pr. tidsenhed, i modsætning til hastighed, som er en vektor der angiver både hvor hurtigt objektet bevæger sig, og i hvilken retning. Er hastigheden 90 kilometer i timen lige mod nord, så er farten 90 kilometer i timen. I almindelig tale forveksles de to begreber ofte, så der f.eks. tales om høj hastighed, når der menes høj fart.
Ændring af hastigheden kaldes acceleration, der ligesom hastigheden er en vektor (altså retning og størrelse). Farten er "længden" af hastighedsvektoren og er således en skalar (altså retningsløs). Herved kan man beregne den retningsløse acceleration som ændringen af farten pr. tidsenhed.

## Enheder
- Meter per sekund, (forkortes: m/s), hvilket er SI-enheden
- Kilometer i timen, (forkortes: km/h eller km/t., ofte brugt i daglig tale)
- Miles per hour, (forkortes: mph, imperialt hastighedsmål)
- Knob, (sømil per time)
- Mach, hvor Mach 1 er lydens fart; Mach n er n gange så hurtigt.

1 m/s = 3,6 km/t.
1 mph = 1,609 km/t.
1 knob = 1,852 km/t. = 0,514 m/s
Mach 1 = 343 m/s (lydens fart under normale omstændigheder) = 1.234,8 km/t.
For at udregne sin fart i km/t. behøver man en distance og en tid. Tallene skal omregnes til kilometer og timer eller til meter og sekund.
Eksempler:
Man er 2 timer om at løbe 20 km. Så er man 2*60*60 = 7200 sekunder om at løbe 20 000 meter. Farten er altså
{\displaystyle v={s \over t}={20\,000\;{\text{m}} \over 7\,200\;{\text{s}}}=2.78\;{\text{m/s}}}
Eksempel: 5 km/30 min×60= 10 km/t.
Eksempel: 220 km/40 min×60= 330 km/t.